# Phlegmariurus hamiltonii
Phlegmariurus hamiltonii är en lummerväxtart som först beskrevs av Kurt Sprengel, och fick sitt nu gällande namn av Áskell Löve och Doris Löve. Phlegmariurus hamiltonii ingår i släktet Phlegmariurus och familjen lummerväxter. Inga underarter finns listade i Catalogue of Life.